# Celoso
Celoso è un singolo della cantante venezuelana Lele Pons, pubblicato il 17 agosto 2018.

## Descrizione
Si tratta del primo singolo da solista dell'artista, descritto da Billboard come una canzone di genere urban.

## Video musicale
Il video musicale, diretto da Rudy Mancuso, è stato reso disponibile su YouTube in concomitanza con il lancio del singolo.

## Tracce
Testi e musiche di Eleonora Pons, Ale Alberti, Bigram Zayas, Dylan Cleary-Krell, Luis Mendelez "Luyo" e Miguel A. Duran.
1. Celoso – 2:58

## Classifiche

### Classifiche settimanali
| Classifica (2018) | Posizione massima |
| ----------------- | ----------------- |
| Argentina         | 32                |
| Spagna            | 7                 |

### Classifiche di fine anno
| Classifica (2018) | Posizione |
| ----------------- | --------- |
| Spagna            | 84        |